# Battaglia di Tegira
La battaglia di Tegira (375 a.C.) fu combattuta tra Tebe e di Sparta.
Nel combattimento l'esercito tebano comandato da Pelopida, numericamente inferiore, fu attaccato da un esercito spartano, che si ritirava dopo uno scontro avvenuto precedentemente ad Orcomeno, ma nonostante la disparità delle forze riuscì ad avere la meglio su quest'ultimo, mettendolo in fuga.
Questa battaglia rappresenta la prima sconfitta subita da un esercito spartano ad opera di un nemico in inferiorità numerica.

## Antefatto
Secondo il resoconto dettagliato di Plutarco, l'unico disponibile, Pelopida si era recato ad Orcomeno, alleata degli Spartani, sapendo che la sua guarnigione era andata a fare una spedizione nella Locride; quando però arrivò, col suo battaglione sacro e qualche cavaliere, e seppe che erano arrivate due contingenti spartani a rimpiazzarla, decise di ritirarsi attraverso la regione di Tegira. Nel frattempo, però, la guarnigione spartana di ritorno dalla Locride stava arrivando proprio lì, in direzione opposta; Pelopida, vedendola, si preparò per la battaglia.

## Svolgimento
Attaccarono per primi gli Spartani, i cui polemarchi erano convinti di vincere; potevano infatti contare su due battaglioni consistenti ciascuno di 500 uomini secondo Eforo, 700 secondo Callistene o addirittura 900 secondo Polibio, i cui pareri ci sono stati tutti tramandati tramite Plutarco. Pelopida, invece, non aveva che 300 truppe scelte, il battaglione sacro, e qualche cavaliere, quindi era in netta inferiorità numerica.
Nel combattimento morirono quasi subito i due polemarchi spartani, Teopompo e Gorgoleonte, gettando nel panico il loro intero esercito, che si disunì e fu quindi facile preda dell'esercito tebano, che lo inseguì per un breve tratto. Poi, temendo che giungessero dei rinforzi spartani da Orcomeno, si fermarono, eressero un trofeo, seppellirono i caduti e tornarono in patria.